# ワンソース (webデザイン)
ワンソース（OneSource）とは、一つの資源（html、css、jsなど）から、マルチデバイス（スマートフォン・タブレット・PCなど）に向けてコンテンツを提供できる資源の事である。
デバイスによって読み込むソースが異なる場合は、ワンソースには該当しない。